# 23041 Hunt
23041 Hunt è un asteroide della fascia principale. Scoperto nel 1999, presenta un'orbita caratterizzata da un semiasse maggiore pari a 2,9543466 UA e da un'eccentricità di 0,0851587, inclinata di 3,97147° rispetto all'eclittica.